# Narodowe Centrum Badań w Antropologii Społecznej i Kulturowej
Narodowe Centrum Badań w Antropologii Społecznej i Kulturowej, lepiej znane pod akronimem CRASC – publiczna instytucja badawcza w Algierii utworzony w 1992 roku.
Jest pod nadzorem administracyjnym Ministerstwa Szkolnictwa Wyższego i Badań Naukowych. Jego siedziba znajduje się w Oranie.

## Władze
W latach 1992–2014 był kierowany przez Nurię Benghabrit-Remaoun.